# Il conquistatore di Maracaibo
Il conquistatore di Maracaibo è un film del 1961 diretto da Eugenio Martín.

## Critica
(Leo Pestelli, La Stampa, 24 maggio 1961)